# جووانی استانکی
جووانی استانکی (به ایتالیایی: Giovanni Stanchi)،(زاده ۱۶۰۸- درگذشته۱۶۷۲) نقاش طبیعت بی‌جان اهل ایتالیا بود.